# Jillian Harmon
Jillian Harmon (New York, 3 marzo 1987) è una cestista neozelandese con cittadinanza britannica.

## Carriera

### Club
Dopo avere giocato nella squadra di college degli Stanford Cardinal, nel 2009 viene ingaggiata in Italia dalla Pool Comense in Serie A1. Vi rimane tre anni, quindi nella stagione 2012-13 passa alla Lavezzini Parma. Nel 2014 è nel Townsville Fire, con cui vince il campionato australiano WNBL. L'anno dopo ritorna in Italia firmando per il Basket Femminile Le Mura Lucca. Nel 2017 conquista con la squadra lucchese lo scudetto.
Nel 2017 passa alla Dike Napoli.

### Nazionale
Nel 2008 fa parte della selezione neozelandese – vi ha debuttato in aprile nel torneo internazionale Good Luck Beijing – ai giochi olimpici di Pechino.

## Palmarès
- WNBL: 1
Townsville Fire: 2014-15
- Campionato italiano: 1
Le Mura Lucca: 2016-17
- Coppa Italia: 2
V. Eirene Ragusa: 2019
Famila Schio: 2021
- Supercoppa italiana: 1
Famila Schio: 2019